# Mathis Bolly
Mathis Gazoa Kippersund Bolly (Oslo, Noruega, 14 de noviembre de 1990), más conocido como Mathis Bolly, es un futbolista marfileño que juega como delantero en el Lillestrøm SK de la Eliteserien de Noruega.

## Trayectoria
De padre marfileño y madre noruega, Bolly creció en Holmlia,Oslo. Empezó su carrera jugando para el Lyn, Oppsal y Holmlia antes de ser transferido al Lillestrøm en 2008. Hizo su debut con el primer equipo en la Tippeligaen en el partido contra el Stabæk y jugó dos partidos en su primera temporada con el club. En la temporada 2009, la segunda temporada de Bolly con el Lillestrøm, jugó 10 partidos, y convirtió su primer gol en la Tippeligaen, victoria por 1-0 ante el Sandefjord el 3 de octubre de 2010. Durante la temporada 2012 Bolly anotó cuatro goles e hizo cuatro asistencias. Su contrato con Lillestrøm duró hasta el final de la temporada 2013, a pesar de que le había dicho al club que él no quería renovar su contrato. Posteriormente, el Lillestrøm aceptó una oferta del Fortuna Düsseldorf y el 2 de enero de 2013, Bolly firmó un contrato de tres años y medio de duración con el cuadro alemán.
Bolly hizo su debut en Bundesliga en el partido contra el Maguncia 05, entrando desde la banca. En el siguiente partido contra el Bayern Múnich, el 9 de marzo de 2013, anotó uno de los tantos del Fortuna Düsseldorf en la derrota por 2-3. En otro partido, Bolly anotó otro gol por el Fortuna Düsseldorf empatando 1-1 como visitante contra el VfL Wolfsburg.
El Fortuna Düsseldorf fue relegado después de la temporada 2012-13, pero Bolly se quedó con el equipo cuando jugaron en la 2. Bundesliga en la temporada siguiente.

## Selección nacional

### Participaciones en Copas del Mundo
| Mundial                        | Sede   | Resultado    | Partidos | Goles |
| ------------------------------ | ------ | ------------ | -------- | ----- |
| Copa Mundial de Fútbol de 2014 | Brasil | Primera fase | 1        | 0     |

## Clubes
| Club                 | País     | Año       |
| -------------------- | -------- | --------- |
| Lillestrøm SK        | Noruega  | 2008-2012 |
| Fortuna Düsseldorf   | Alemania | 2013-2016 |
| SpVgg Greuther Fürth | Alemania | 2016-2018 |
| Molde FK             | Noruega  | 2019-2022 |
| Stabæk IF (cedido)   | Noruega  | 2021      |
| Lillestrøm SK        | Noruega  | 2023-     |

## Palmarés

### Títulos nacionales
| Título          | Club     | País    | Año  |
| --------------- | -------- | ------- | ---- |
| Eliteserien     | Molde FK | Noruega | 2019 |
| Copa de Noruega | Molde FK | Noruega | 2021 |
| Eliteserien     | Molde FK | Noruega | 2022 |